# Kljevci
Kljevci falu Bosznia-Hercegovinában, a Bosznia-hercegovinai Föderáció Una-Szanai kantonjában, Sanski Most községben. 

## Fekvése
Bosznia-Hercegovina északnyugati részén, Bihácstól légvonalban 66, közúton 94 km-re keletre, Sanski Most központjától légvonalban 8, közúton 10 km-re délre, a Szana-folyó völgyétől nyugatra elterülő dombvidéken fekszik. Házai szétszórtan, házcsoportokban találhatók a dombok között.

## Népessége
| Nemzetiségi csoport | Népesség 1991 | Népesség 2013 |
| ------------------- | ------------- | ------------- |
| Szerb               | 601           | 0             |
| Bosnyák             | 152           | 95            |
| Horvát              | 64            | 0             |
| Jugoszláv           | 11            | 0             |
| Egyéb               | 1             | 0             |
| Összesen            | 829           | 95            |

## Története
A régészeti leletek tanúsága szerint a település területe már az őskor óta folyamatosan lakott volt. A „Gradina” lelőhelyen vaskori erődítmény, a Dabar torkolatánál pedig egy római villagazdaság romjai kerültek elő. A település határában őskori és középkori erődítmény állt. Egy négyzet alakú torony alapjait is megtalálták, amelynek oldalai akár 10 méter hosszúak voltak.
Kljevcit Klevci néven már a középkorban említik Mren megye települései között. A település Szent György plébániatemplomának első említése Iván goricai főesperes 1334-es összeírásában történt. Ezt az első templomot valószínűleg Hervoja uralma idején, 1385 és 1391 között rombolták le.
1446. augusztus 22-én kelt István Tamás bosnyák király adománylevele, mely számos korabeli falu között említi a Szana megyében, Mren vára mellett fekvő Klevce falut is. Ez alapján Mren romjait bizonyosan a mai Klevci felett kell keresni, hiszen az oklevél egyértelműen arra utal, hogy a falu Mren vára alatt fekszik.
Az Oszmán Birodalom 1463-ban hódította meg ezt a vidéket. A Milan Karanović által végzett kutatás szerint biztos, hogy azok a lakosok, akiket a törökök itt találtak, kizárólag szerbek voltak. Eszerint ez lett volna a középkori Bosznia északi (illetve északnyugati) határa. Ezek a falvak valójában a Zmijanje nevű terület részét képezték, amelyhez a Szanica völgye is tartozott, sőt egyesek szerint Petrovac és a Bjelajsko polje is a része volt.
1875 és 1878 között felkelés zajlott a török uralom ellen, majd 1878-ban egész Bosznia-Hercegovina az Osztrák-Magyar Monarchia része lett. Az 1879-es első osztrák-magyar népszámlálás szerint a falu 473 lakosából 87 muszlim, 373 ortodox szerb és 23 horvát volt. Az 1895-ös osztrák-magyar összeírás idején a településen két mektebet említenek, a helyi muszlimok a dabari gyülekezethez tartoztak. 1910-ben 1600 lakossal Klijevci önálló község volt. Elemi iskolája 1933-ban nyílt meg.
1942. február 19-én az usztasák megtámadták és megölték az ott maradt szerbeket, mindent leromboltak és felégettek. A második világháborúban összesen 361 embert öltek meg ezen a településen.
1992. május 27-én a Szerb Köztársaság Hadseregének (VRS) 6. krajinai brigádja megtámadta Kljevcit és felgyújtotta a katolikus templomot. A nőket és a gyerekeket különválasztották és Ismet Kurbegović házába zárták, míg a férfiakat menetoszlopban vitték át a Vinogradina nevű mezőn, a vrhpoljei Szana-híd irányába. A férfiak közül útközben sokakat megvertek. A közeli vágóhídon a VRS egyik tagja lőfegyverrel megölte az apát és fiát, Miralemet és Enver Cerićet. Ismet Kurbegovićot ugyanígy ölték meg néhány méterrel arrébb, a vrhpoljei kereszteződésben. A hídhoz érve a többi fogvatartott férfi parancsot kapott, hogy egyenként ugorjanak a folyóba, majd rájuk lőttek. Közülük a három férfinak a maradványait csak 2021 végén találták meg.

## Oktatás
A helyiek már 1914. július 14-én nyújtottak be kérelmet a kormányhoz egy iskola építésére. A korabeli források szerint 1930. december 8-án az iskola építése már a befejezéshez közeledett. Az 1933-ban megnyílt intézmény 700 m² alapterületű volt, iskolakerttel és gyümölcsössel rendelkezett. A második világháború alatt az iskola teljesen megsemmisült, ezért a háború után ugyanott építettek egy újat helyette.

## Nevezetességei
- A Szana folyótól 4,5 km-re, az 590 m magasságú „Gradina” nevű lelőhelyen őskori és középkori erődítmény maradványai is találhatók. Az erődítmény további maradványait találták meg a keleti oldalon, a Szana folyó felé eső oldalon, ahol négyszögletes tornyok alapjai vannak, amelyek oldala 10 méter hosszú volt. Az a feltételezés azonban, hogy ez Mren vára lett volna, még nem igazolódott be.[5] A plató, amelyen a maradványok találhatók egy 100x60 méteres terülen fekszik. A platót minden oldalon kőfalak vették körül. A legsebezhetőbb, északi oldalon egy félköríves külső fal is védte.[9]

- A Szana és a Dabar összefolyásánál, a „Crkvina” nevű lelőhelyen római település maradványai kerültek elő. Az építőanyag maradványok a szakemberek szerint valószínűleg egy római villagazdasághoz tartoztak. Korukat a 3. és a 4. századra teszik.[9]

- Az Úr mennybemenetelének tiszteletére szentelt ortodox templomát 1850-ben építették. Az épület a második világháborúban megsemmisült. Az új templomot 1989. október 14-én szentelték fel. A Bihács-Petrovai ortodox egyházmegyéhez tartozik.[4]

- A Sanjani településrészen, „Mramorje” nevű lelőhelyen középkori ortodox temető maradványai találhatók. A középkori sírkövekből hat, késő középkori stećak máig fennmaradt.[9]

- A településen a „Židovsko groblje” lelőhelyen egy középkori zsidó temető maradványai is megtalálhatók. Itt 26 darab, keleti tájolású, késő középkori sírkő maradt fenn.[9]

## Fordítás
- Ez a szócikk részben vagy egészben  a   Kljevci című bosnyák Wikipédia-szócikk ezen változatának fordításán alapul.  Az eredeti cikk szerkesztőit annak laptörténete sorolja fel. Ez a jelzés csupán a megfogalmazás eredetét és a szerzői jogokat jelzi, nem szolgál a cikkben szereplő információk forrásmegjelöléseként.